# إيفا كوك
إيفا كوك هي مُدرسة ماليزية، ولدت في 1942.